# Campiglossa stigmosa
Campiglossa stigmosa är en tvåvingeart som först beskrevs av Meijere 1916.  Campiglossa stigmosa ingår i släktet Campiglossa och familjen borrflugor. Inga underarter finns listade.